# Sincey-lès-Rouvray
Sincey-lès-Rouvray este o comună în departamentul Côte-d'Or, Franța. În 2009 avea o populație de 118 de locuitori.

## Evoluția populației
| An        | 1975 | 1982 | 1990 | 1999 | 2006 | 2009 |
| --------- | ---- | ---- | ---- | ---- | ---- | ---- |
| Populație | 137  | 113  | 94   | 125  | 120  | 118  |